# Listă de filme produse de Fox Film Corporation
Listă de filme produse de Fox Film Corporation pe ani calendaristici:

## 1910s
*:domeniul public
- Regeneration* (1915)
- Cleopatra* (1917, un film legendar pierdut)

## 1920s
- Lights of New York* (1922, cu secvențe Technicolor)
- Madness of Youth (1923, cu secvențe Technicolor)
- Circus Cowboy (1924)
- The Iron Horse (1924)
- Fig Leaves (1926, cu secvențe Technicolors)
- The Cowboy and The Countess (1926)
- Yankee Senor (1926, cu secvențe Technicolor)
- Hell's Four Hundred (1926, cu secvențe Technicolor)
- The Joy Girl (1927, cu secvențe Technicolor)
- Seventh Heaven (1927) (1927/28 laureat al Premiului Oscar, cea mai buna actrita Janet Gaynor)
- Sunrise (1927, unul din filmele primul sunet-on-sistem de film Fox Movietone; numai scorul muzical a fost auzit. 1927/28 laureat al Premiului Oscar, cea mai buna actrita Janet Gaynor)
- None But the Brave (1928, cu secvențe Technicolor)
- Street Angel (1928) (1927/28 laureat al Premiului Oscar, cea mai buna actrita Janet Gaynor)
- In Old Arizona (1928, Fox primul toate-Talkie, laureat al Premiului Oscar) (1928/29 laureat al Premiului Oscar, cea mai buna actrita Warner Baxter)
- Fox Movietone Follies of 1929 (1929, cu secvențe Multicolor)
- Married in Hollywood (1929, cu secvențe Multicolor)
- Sunny Side Up (1929, cu secvențe Multicolor)
- Hearts in Dixie (1929, alb-negru)
- The Cock-Eyed World (1929, alb-negru)

## 1930s
- New Movietone Follies of 1930 (1930, with Multicolor sequences)
- Happy Days (1930)
- Are You There? (1930)
- High Society Blues (1930)
- Just Imagine (1930)
- The Big Trail (1930)
- Song O' My Heart (1930)
- Cameo Kirby (1930)
- Cheer Up and Smile (1930)
- Man Trouble (1930)
- Liliom (1930)
- Delicious (1931, cu secvențe Multicolor)
- East Lynne (1931)
- Charlie Chan Carries On (1931)
- A Connecticut Yankee (versiune non-muzicală, cu Will Rogers) (1931)
- Doctors' Wives (1931)
- Charlie Chan's Chance (1932)
- Call Her Savage (1932)
- Rebecca of Sunnybrook Farm (1932)
- Tess of the Storm Country (1932)
- Berkeley Square (1933)
- Hoop-La (1933)
- Cavalcade (1932/33, Academia Laureat, "Cel mai bun film")
- State Fair (1933) (versiune non-muzicală, cu Will Rogers)
- Grand Canary (1934)
- Stand Up and Cheer! (1934)
- Bright Eyes* (1934) o miniatură Premiul Academiei a fost dat să Shirley Temple pentru acest film
- Judge Priest (1934)
- Bottoms Up (1934)
- Charlie Chan in Paris (1935)
- The Little Colonel (1935)
- Charlie Chan in Egypt (1935)
- Curly Top (1935)
- Charlie Chan in Shanghai (1935)
- Heidi (1937)